# ادیسون-وزلی
ادیسون-وزلی (به انگلیسی: Addison-Wesley) یک شرکت انتشاراتی است که بیشتر به خاطر کتابهای درسی و همین‌طور کتاب‌های مرتبط با علوم رایانه‌اش شناخته می‌شود و از جمله نشان‌های تجاری پیرسون، که یک شرکت انتشاراتی و آموزشی جهانی است، محسوب می‌شود. علاوه بر منتشر کردن کتاب‌ها، این انتشارات کتابهای فنی خود را از طریق سرویس  سافاری بوکز آنلاین هم توزیع می‌کند. عمده فروش این شرکت در ایالات متحده و اروپا است.